# Midden-Brabant Poort Omloop 2024
De twaalfde editie van de Nederlandse wielerwedstrijd Midden-Brabant Poort Omloop vond plaats op 30 juni 2024. De wedstrijd startte en finishte in Gilze en was 187,1 kilometer lang. De wedstrijd maakte deel uit van de UCI Europe Tour, met de categorie 1.2, en de Holland Cup. De Belg Floris Van Tricht won de wedstrijd, voor de Nederlanders Casper van der Woude en Tijn Louwerensen.

## Uitslag
| Plaats  | Naam                      | Ploeg                             | Tijd     |
| ------- | ------------------------- | --------------------------------- | -------- |
| Winnaar | Floris Van Tricht         | Israel Premier Tech Academy       | 4u06'31" |
| 2       | Casper van der Woude      | Metec-Solarwatt p/b Mantel        | + 1"     |
| 3       | Tijn Louwerensen          | Monda Vakantieparken-IJsselstreek | + 19"    |
| 4       | Mike Bronswijk            | Diftar                            | + 25"    |
| 5       | Luke Verburg              | Parkhotel Valkenburg              | + 26"    |
| 6       | Jochem Kerckhaert         | BEAT                              | + 28"    |
| 7       | Mauro Verwilt             | Tarteletto-Isorex                 | + 34"    |
| 8       | Marvin Peters             | Diftar                            | + 1'24"  |
| 9       | Kiaan Watts               | Israel Premier Tech Academy       | z.t.     |
| 10      | Roan Konings              | Metec-Solarwatt p/b Mantel        | z.t.     |
| 11      | Klaas Groenen             | TWC Tempo                         | z.t.     |
| 12      | Pete Uptegrove            | Monda Vakantieparken-IJsselstreek | z.t.     |
| 13      | Joost Nat                 | WILVO Group-TWC de Kempen         | z.t.     |
| 14      | Mārtiņš Pluto             | BEAT                              | z.t.     |
| 15      | Jonas Goeman              | Tarteletto-Isorex                 | z.t.     |
| 16      | Glen Van Nuffelen         | Novapor Speedbike                 | z.t.     |
| 17      | Daan van Sintmaartensdijk | BEAT                              | z.t.     |
| 18      | George Kimber             | Spirit TBW Stuart Hall            | z.t.     |
| 19      | Ruben van Randeraat       | Willebrord Wil Vooruit            | z.t.     |
| 20      | Delano Swenne             | GRC Jan van Arckel                | z.t.     |